# Université de technologie de Suranaree
L'Université de technologie de Suranaree (thaï มหาวิทยาลัยเทคโนโลยีสุรนารี, en anglais SUT, Suranaree University of Technology (Royal Thai General System: Suranari University of Technology)) est un établissement d'enseignement supérieur situé à Nakhon Ratchasima, dans l'est de la Thaïlande. C'est une université autonome publique, sous la surveillance du gouvernement thaï royal.

## Histoire
L'Université de technologie de Suranaree a été lancée le 27 juillet 1989 et a accueilli ses  premiers étudiants en 1993. Elle fait partie des universités les plus importantes du pays en matière de recherche et en matière d'excellence de l'enseignement. En 1996, elle a accueilli l'exposition mondiale World Tech.

## Profil
En 2005, l'Université de technologie de Suranaree offrait 97 programmes d'études, du premier au troisième cycle, pour plus de 6 500 étudiants. Elle est aussi une université de coopération entreprise et de développement emploi.

## Composition et programmes
L'université regroupe 5 écoles et un institut conjoint.
École de Technologie sociale
- Anglais
- Technologies de la gestion
- Technologies de l'information
  - Communication
  - Gestion de système information
  - information éducation
  - Gestion de marketing
  - Gestion logistique
  - Gestion des entreprises
- Gestion
  - Gestion et évaluation de projet
  - Entrepreneuriat
  - Ressources humaines
- Anglais

École de Génie
- Génie Manufacture
- Génie agricole
- Génie des transports
- Génie informatique
- Génie chimique
- Génie mécanique
- Génie céramique
- Génie des télécommunications
- Génie plasturgie
- Génie électrique
- Génie civil
- Génie de la métallurgie
- Génie de l'environnement
- Génie industriel
- Technologie de Géologie : Génie Pétrologique - Génie Géologique - Génie Hydrologique
- Génie automobile
- Génie mécatronique
- Génie électrique appliqué
- Génie aérospatiale

Technologie agricole
- production des plantes
- production des animaux
- alimentaire
- Biotechnologie

École de Science
- Science des sports
- Chimie
- Mathématiques appliquées
- Biologie
- Remote-sensing
- Technologie laser et Photonique
- Microbiologie
- Biochimie
- Physique

École de Médecine
- Santé occupationnel et sécurité
- Santé environnementale
- Médecine

Centre d’entraîne d'aviation civile (institut conjoint)
- Management Air Cargo
- Management Air Trafic
- Management d'aéroport